# Preame, Krasnohvardiiske
Preame (în ucraineană Пряме) este un sat în comuna Leninske din raionul Krasnohvardiiske, Republica Autonomă Crimeea, Ucraina.

## Demografie
Componența lingvistică a localității Preame
     Rusă (72,07%)
     Tătară crimeeană (14,53%)
     Ucraineană (9,5%)
Conform recensământului din 2001, majoritatea populației localității Preame era vorbitoare de rusă (72,07%), existând în minoritate și vorbitori de tătară crimeeană (14,53%) și ucraineană (9,5%).